# Алёшникова, Лилиана Лазаревна
Лилиана Лазаревна Алёшникова (25 июля 1935, Москва, СССР — 5 августа 2008, Москва, Россия) — советская актриса театра и кино, заслуженная артистка РСФСР (1989).

## Биография
Родилась 25 июля 1935 года в Москве в семье инженера Лазаря Ефимовича Алёшникова и балерины Элеоноры Александровны Бендак (1908—2006). Биологическим отцом актрисы был актёр Пётр Берёзов, который расстался с её матерью ещё до рождения дочери. По словам сына актрисы, Александра, она виделась с биологическим отцом только один раз. 
Алёшникова имела французские корни: её бабушкой по материнской линии была француженка Виктория де Бендак.
В 1958 году окончила Театральное училище имени Б. В. Щукина (курс Иосифа Рапопорта).
В 1958 году, после окончания училища пришла в Московский драматический театр имени А. С. Пушкина. Ей почти не давали ролей, и в 1959 году она покинула театр.
Дебют Алёшниковой в кино состоялся в 1956 году в фильме «Они были первыми» начинающего режиссёра Юрия Егорова.
Героини Алёшниковой в разных фильмах имеют общие черты: они открывают мир заново, выстраивая его на глазах зрителя из крупиц своего жизненного опыта.
С 1967 года — актриса киностудии имени Горького.
Скончалась 5 августа 2008 года в Москве, на 74-м году жизни. Похоронена на Донском кладбище; урну с прахом захоронили в могилу мужа Якова Сегеля, умершего в 1995 году.

## Творчество

### Роли в театре
- 1959 — Трасса

### Роли в кино
- 1956 — Они были первыми — Глаша
- 1956 — Это начиналось так... — Таня Громова
- 1958 — Город зажигает огни — Шура Митясова
- 1959 — Солнце светит всем — Светлана
- 1961 — Взрослые дети — Люся Королёва
- 1963 — Штрафной удар — Людмила Милованова, корреспондент
- 1966 — Серая болезнь — Катя
- 1967 — Разбудите Мухина! — Лида / Лидия / Ливия
- 1970 — Секундомер — Тамара
- 1971 — Две улыбки — бабушка в молодости
- 1971 — Цена быстрых секунд — Соня Крылова
- 1973 — Капля в море — Лиля, мама Вити
- 1975 — Что с тобой происходит? — мать Нины
- 1976 — Опровержение (ТВ) — Марченко
- 1977 — Риск — благородное дело — Лена Алексеева
- 1978 — Фотографии на стене — мать Сергея[4][5]
- 1979 — В одно прекрасное детство — мать Пети
- 1983 — Я вас дождусь — инвалид
- 1984 — Инопланетянка — инопланетянка О

### Киножурнал «Ералаш»
- 1976 — Выпуск № 7 (сюжет «Полночный крик») — мама мальчика (нет в титрах)
- 1976 — Выпуск № 10 (сюжет «Площадь Африки») — учительница географии
- 1978 — Выпуск № 15 (сюжет «Телефонный разговор») — сотрудница

## Награды и звания
- Заслуженная артистка РСФСР (1989)

### Семья
- Отец — Пётр Алексеевич Берёзов (1906—1976), актёр, заслуженный артист РСФСР (он ушёл от жены ещё до рождения дочери и поэтому своим настоящим отцом актриса всегда считала отчима — инженера Лазаря Ефимовича Алёшникова).
- Мать — Элеонора Александровна Бендак (1908—2006), балерина.
- Муж — Яков Александрович Сегель (1923—1995), режиссёр, сценарист, актёр, народный артист РСФСР (1980).
- Сын — Александр Яковлевич Алёшников (род. 1960), кинооператор.